# Ali Akbar Khan

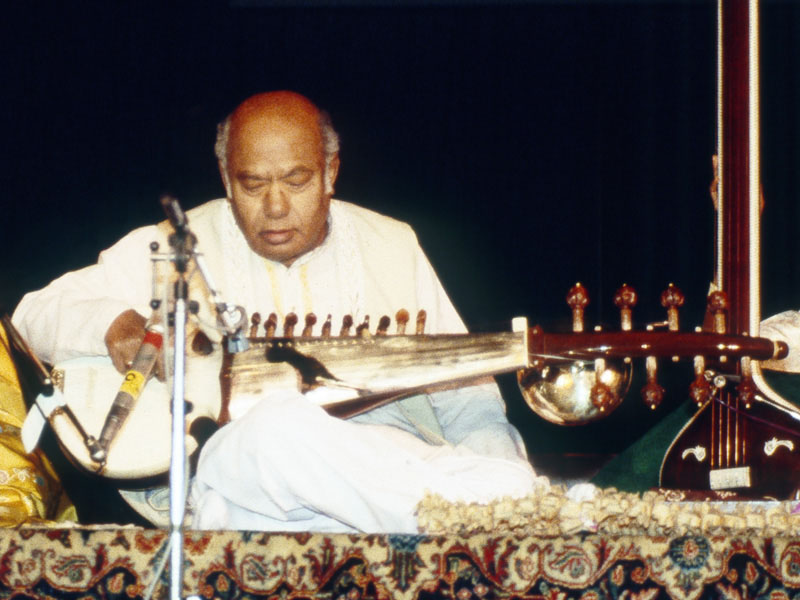
Ali Akbar Khan, 1988

Ali Akbar Khan (Hindi अली अक़बर ख़ाँ, bengalisch: আলী আকবর খান, Ālī Ākbar Khān; * 14. April 1922 in Shibpur, Ostbengalen; † 19. Juni 2009 in San Francisco, Kalifornien) war ein indischer Musiker und Komponist.

## Leben
Ali Akbar Khan wurde im Dorf Shibpur im ostbengalischen Distrikt Kumilla geboren und wuchs in Maihar auf. Schon mit drei Jahren unterrichtete ihn sein Vater Allauddin Khan, der Hofmusiker des Maharadschas von Maihar war, zunächst im Gesang, später in seinem Hauptinstrument, der Sarod. Nach eigenen Angaben erhielt Ali Akbar Khan über 20 Jahre lang täglich bis zu 16 Stunden Unterricht.
Mit 13 Jahren trat Ali Akbar Khan das erste Mal öffentlich in Allahabad auf. Mit 17 Jahren trat er 1939 auf der All-India Music Conference in Allahabad auf, einer denkwürdigen Veranstaltung der klassischen nordindischen Musik, da dort das Sarodspiel durch ihn eine neue Bedeutung erfahren hatte. Mit Anfang 20 wurde er Hofmusiker beim Maharadscha von Jodhpur. Dort wurde ihm der Titel Ustādh (Virtuose, Meister) verliehen. Zeitweise war er Lehrer von Nikhil Banerjee. Nachdem sein Gönner, der Maharadscha von Jodhpur Hanwant Singh, 1952 bei einem Flugzeugabsturz ums Leben gekommen war, ging er nach Bombay, wo er auch die Filmmusik für Chetan Anands Aandhiyan (1952) komponierte. Seine späteren Arbeiten für den Film entstanden für bengalische Filme von Ritwik Ghatak, Tapan Sinha und Satyajit Ray sowie Frühwerke James Ivorys.
Auf Einladung von Sir Yehudi Menuhin kam Ali Akbar Khan 1955 erstmals in die Vereinigten Staaten und machte die klassische indische Musik im Westen bekannt.
Ali Akbar Khan hat die Musik für den Bernardo-Bertolucci-Film Little Buddha und andere Filme komponiert. Gemeinsam mit dem Sitarspieler Ravi Shankar spielte er 1971 beim Concert for Bangladesh. Mit dem Jazzsaxophonisten John Handy hat er die Platten Karuna Supreme (1975, mit u. a. Zakir Hussain) und Rainbow (1980, mit u. a. L. Subramaniam) aufgenommen. Auf zahlreichen Einspielungen ist sein Lebenswerk erhalten.
Ali Akbar gab ab 1956 Unterricht in hindustanischer Musik in einer eigenen Musikschule in Kolkata. 1967 eröffnete er das Ali Akbar College of Music, heute in San Rafael, Kalifornien, und 1985 eine weitere Schule in Basel (Schweiz).

### Familie
Khans jüngere Schwester Annapurna Devi heiratete den Sitar-Virtuosen Ravi Shankar und wurde zu einer Meisterin auf dem Surbahar, doch die Konvention  verbot ihr öffentliche Auftritte. Ali Akbar Khan war drei Mal verheiratet und hinterlässt seine Frau Mary, sieben Söhne und vier Töchter. Sein ältester Sohn Aashish Khan ist auch ein anerkannter Sarod-Spieler.

## Auszeichnungen
- 1989 wurde er mit dem Padma Vibhushan ausgezeichnet, Indiens zweithöchstem Zivilorden.
- 1991 erhielt er als erster indischer Musiker die MacArthur Fellowship (bekannter als Genius Award) der MacArthur Foundation.
- 1992 Sangeet Natak Akademi Ratna